# Abd-al-Hàkam (nom)
Abd-al-Hàkam és un nom masculí teòfor àrab islàmic (àrab: عبد الحكم, ʿAbd al-Ḥakam) que literalment significa ‘Servidor del Jutge’, essent «el Jutge» un dels epítets de Déu. Si bé Abd-al-Hàkam és la transcripció normativa en català del nom en àrab clàssic, també se'l pot trobar transcrit Abdul Hakam... normalment per influència de la pronunciació dialectal o seguint altres criteris de transliteració. Com a teòfor, també el duen molts musulmans no arabòfons que l'han adaptat a les característiques fòniques i gràfiques de la seva llengua.
Vegeu aquí personatges i llocs que duen aquest nom.